# Kyaikkami
Kyaikkami (mon: ကျာ်ခမဳ; birmano: ကျိုက်ခမီမြို့ [tɕaiʔkʰəmì mjo̰]) es una localidad del Estado Mon, Birmania.
Pertenece al municipio de Thanbyuzayat en el distrito de Mawlamyaing.

## Ubicación
Se sitúa en la costa del mar de Andamán, en la parte meridional de la desembocadura del río Salween, unos cuarenta kilómetros al sur de Mawlamyaing.

## Clima
Su nivel de lluvia diario máximo ha sido de 75mm, récord batido en enero de 2012.

## Historia
En tiempos del Reino de Ayutthaya (un antiguo reino tailandés), la localidad fue probablemente un Estado vasallo de Ayutthaya y era conocida en tailandés como "Chiang Kran" (เชียงกราน) o "Chiang Tran" (เชียงตราน). Fue renombrada como "Amherst" en honor a William Pitt Amherst, entonces Gobernador general de la India que exitosamente tomó la localidad durante la primera guerra anglo-birmana (1824–1826).
Originalmente era un asentamiento de la etnia mon, pero la actual Kyaikkami fue fundada por los británicos cuando colonizaron la zona.

## Patrimonio
Su principal monumento es la pagoda Yele.

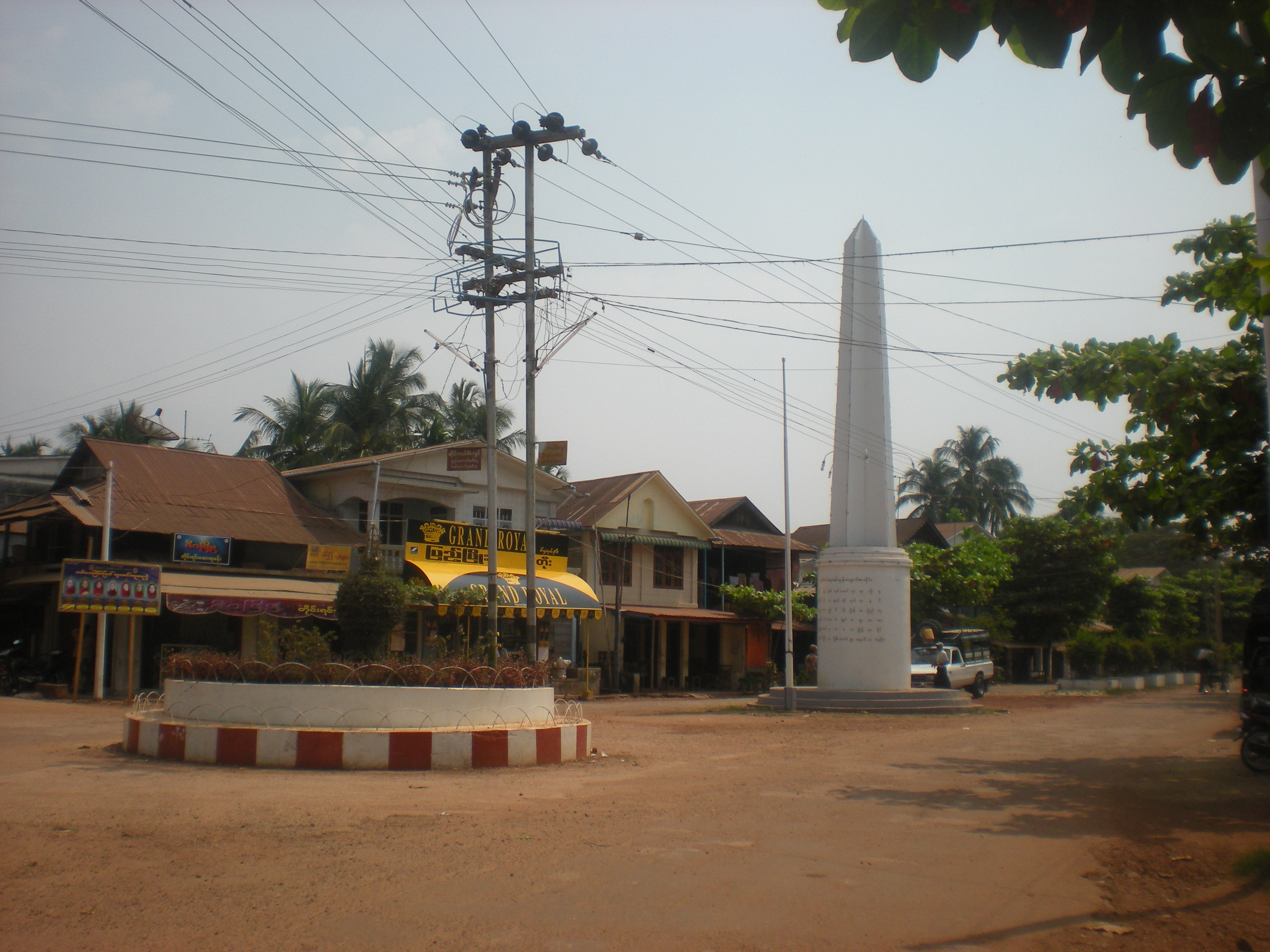
Centro de la localidad
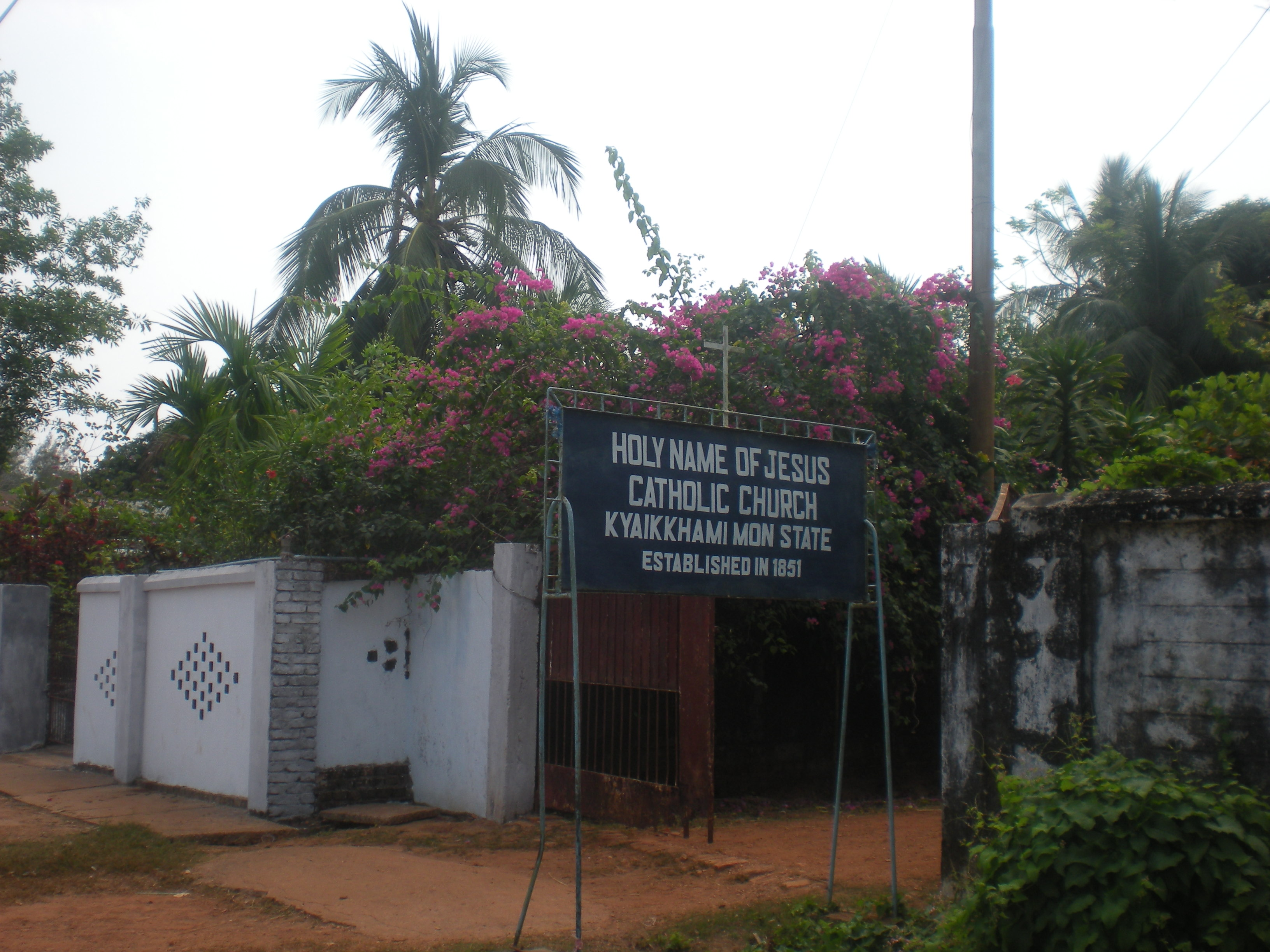
Templo católico
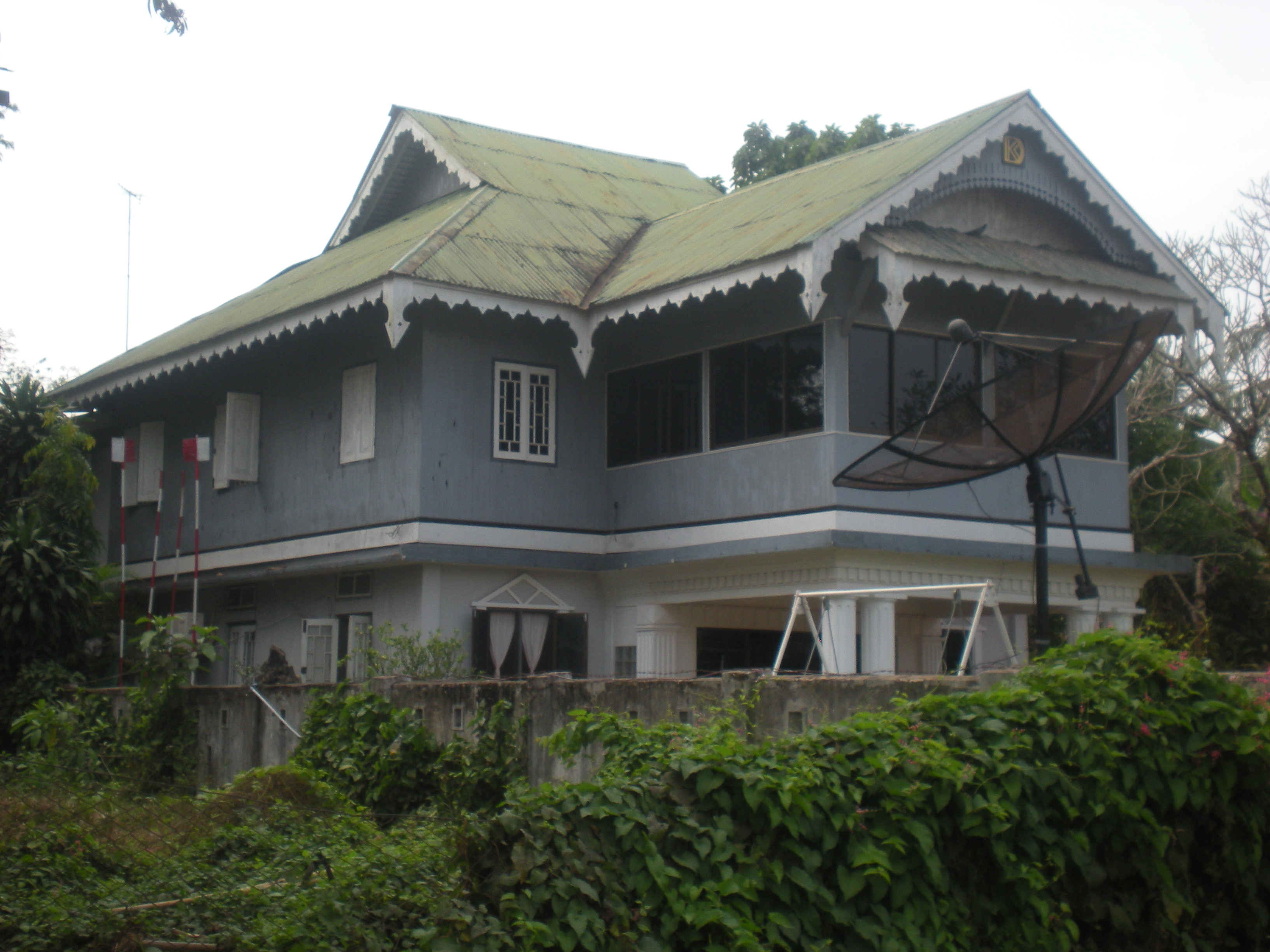
Hotel de estilo inglés